# Андреас Могенсен
Андреас Еневолд Могенсен (дан. Andreas Enevold Mogensen) дански је инжењер и астронаут. Постао је први Данац у свемиру приликом свог кратког лета на Међународну свемирску станицу 2015. године.

## Галерија
- Могенсен током подводне мисије
- У европском модулу Колумбо на МСС
- Вожња бицикла у модулу Дестини
- Церемонија предаје команде над МСС